# Замок Оточец
Оточец — средневековый замок.
Расположен в Словении в 7 км от города Ново-Места. Первое упоминание о замке относится к 1252 году.
Замок построен на маленьком островке на реке Крка. Центральная часть замка сооружена, по всей вероятности, в XIII—XIV столетиях. В XIV веке замок был обнесён стеной, однако в последующие времена укрепления были разобраны. В XVII столетии жилые покои были перестроены, а дворцовая капелла была расписана фресками в ренессансном духе. Летом 1942 года замок был сожжен партизанами и до 1952 года не восстанавливался. После реставрации здесь была устроена гостиница. Сейчас он представляет хорошо сохранившийся образец романской архитектуры .
Вокруг замка разбит парк в английском стиле, а неподалёку имеются термальные минеральные источники Шмарьешке Топлице (4 км), Доленьске Топлице (20 км.)

## В искусстве

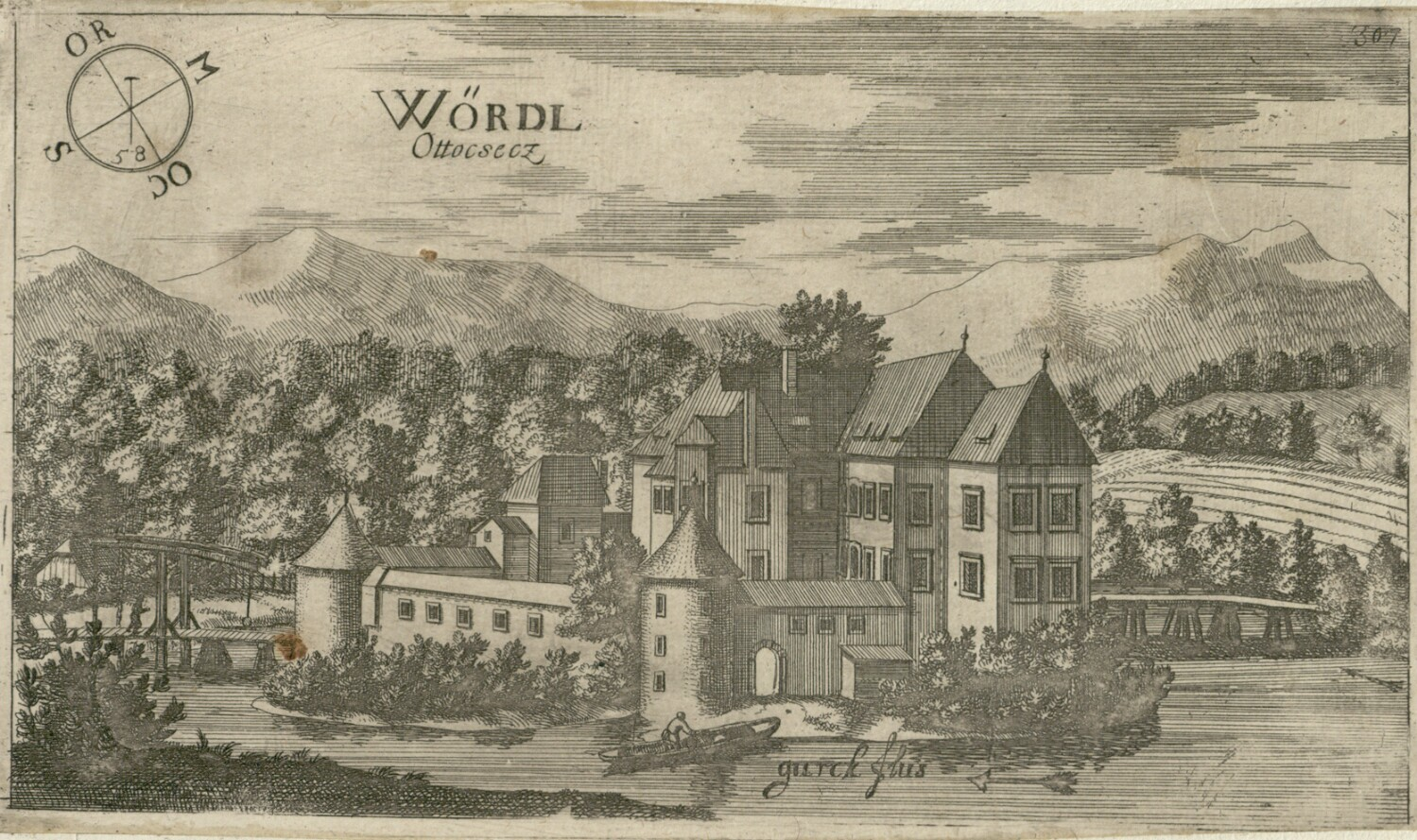
Я. В. Вальвазор Замок Оточец.  1679 год.
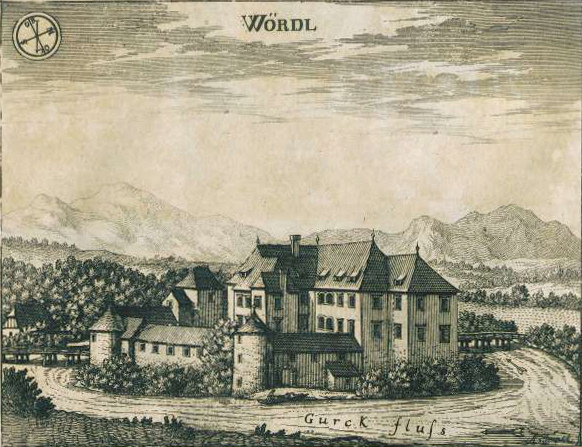
Я. В. Вальвазор Замок Оточец.  1689 год.
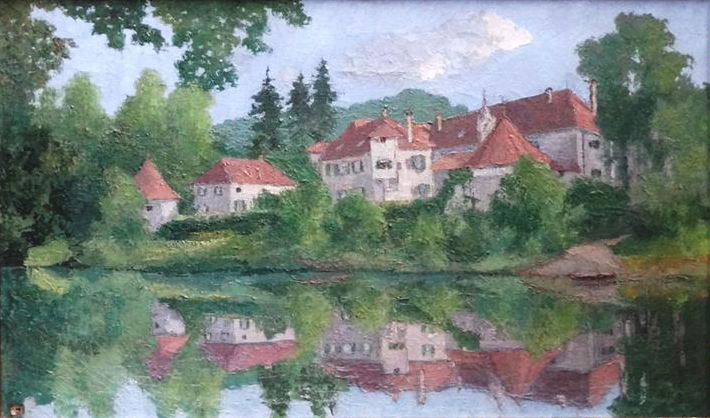
Srečko Magolič Замок Оточец. 1943 год.